# Desa Pulosari (administrativ by i Indonesien, Jawa Tengah, lat -7,17, long 109,26)
Desa Pulosari är en administrativ by i Indonesien.   Den ligger i provinsen Jawa Tengah, i den västra delen av landet, 290 km öster om huvudstaden Jakarta.